# 圣埃卢瓦 (安省)
圣埃卢瓦（法語：Saint-Éloi，法語發音：[sɛ̃.t‿elwa]）是法国东部安省的一个市镇，属于贝莱区。

## 地理
圣埃卢瓦（45°55'59"N, 5°9'8"E）面积14.26 平方千米，位于法国奥弗涅-罗讷-阿尔卑斯大区安省，该省份为法国东部省份，北起汝拉省，西北接索恩-卢瓦尔省，西接罗讷省和里昂大都会，南至伊泽尔省，东与萨瓦省、上萨瓦省和瑞士接壤。
与圣埃卢瓦接壤的市镇（或旧市镇、城区）包括：法拉芒、茹瓦约、梅克西米约、佩鲁日、里尼约勒弗朗。

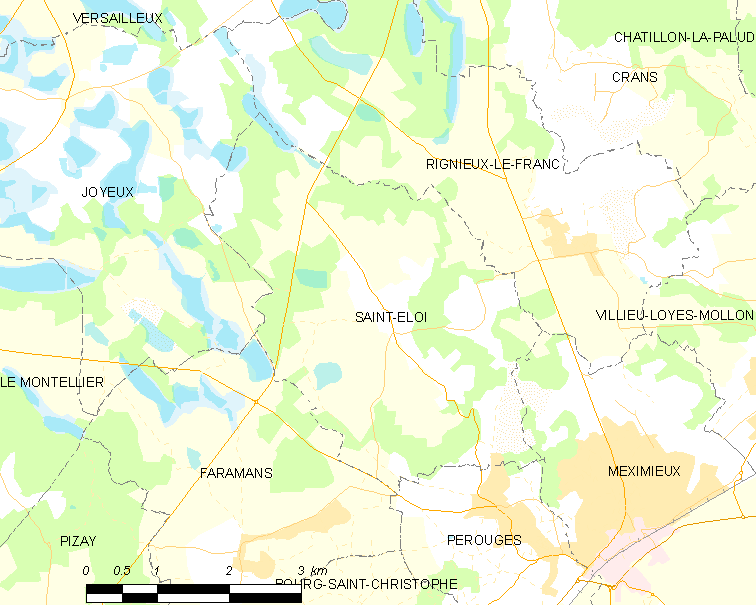
的OSM定位图

圣埃卢瓦的时区为UTC+01:00、UTC+02:00（夏令时）。

## 行政
圣埃卢瓦的邮政编码为01800，INSEE市镇编码为01349。

## 政治
圣埃卢瓦所属的省级选区为梅克西米约县。

## 人口

1962-2008年间人口变化图示

圣埃卢瓦于2022年1月1日时的人口数量为524人。